# Karl Haubenreißer
Karl Haubenreißer (11 de noviembre de 1903 - 26 de abril de 1945) fue un actor teatral y cinematográfico alemán.

## Biografía
Nacido en Anger-Crottendorf, barrio de Leipzig, Alemania, entre 1927 y 1931 actuó en el Nationaltheater de Mannheim. Haubenreißer trabajó en 1933 en Weimar y, desde 1934 a 1944, en el Konzerthaus Berlin. En 1933 fue presidente del sindicato de actores Genossenschaft Deutscher Bühnen-Angehöriger (GDBA), disuelto en 1935. 
Desde el año 1938 fue actor cinematográfico de reparto, interviniendo en el rodaje de varias películas de propaganda. Haubenreißer estuvo casado con la actriz Herma Clement. Él falleció en 1945 durante la lucha por Berlín al final de la Segunda Guerra Mundial.  

## Filmografía
- 1938 : Der Tiger von Eschnapur
- 1938 : Das indische Grabmal
- 1938 : Heimat
- 1938 : Pour le Mérite
- 1938 : Die 4 Gesellen
- 1939 : Es war eine rauschende Ballnacht
- 1939 : Robert Koch, der Bekämpfer des Todes
- 1940 : Herz – modern möbliert
- 1940 : Das Herz der Königin
- 1940 : Bismarck
- 1941 : Mein Leben für Irland
- 1941 : Über alles in der Welt
- 1941 : Ohm Krüger
- 1941 : Ich klage an
- 1941 : Ein Windstoß
- 1942 : GPU
- 1943 : Damals